# Saša Zurovac
Saša Zurovac, születési nevén Aleksandar Zurovac (Jugoszlávia, 1947/1948 – Bosznia-Hercegovina, 2016. október 8.) bosnyák autodidakta színész és énekes.

## Élete
A harmincas éveiben vált ismertté, amikor Emir Kusturica beválogatta első filmjébe, és az Emlékszel Dolly Bellre? egyik mellékszereplőjét, a kamaszokkal barátkozó félautista Vlado Klikert alakította. A filmben énekelt dala, a Na morskome plavom žalu („A kék tenger partján”) azonnal sláger lett és máig az egykori Jugoszlávia területén legtöbbször énekelt tábori dalnak tartják. A horvát Jutarnji List napilap szerint a következő évtizedek során a számtalan profi feldolgozás egyike sem közelítette meg az ő előadói sikerét.
Filmes pályája azonban ezután csak nagyon rövid ideig folytatódott. Még kis szerepet kapott Kusturica második, A papa szolgálati útra ment című filmjében, valamint egy-két másik jugoszláv alkotásban. Röviddel utána azonban eltűnt a nyilvánosság elől. Különböző pszichiátriai intézetekben lakott több közép-boszniai településen, a halál is ott érte. Szarajevóban temették el.

## Külső hivatkozások
- Részlet a filmből
- Saša Zurovac a filmben[halott link]
- Saša Zurovac híres dalát énekli
- Dalával búcsúztatják a városi temetőben